# 루앙과강
루앙과강(영어: Luangwa River)은 잠베지강의 주요 지류 가운데 하나로 잠비아를 따라 흐르는 큰 강 4개 가운데 하나이다. 우기 때 범람하며 건기 때 수량이 감소한다. 약 52,000 평방킬로미터에 달하는 계곡 지대를 형성하며 야생동물의 보금자리가 되고 있다.